# SN 1993al
SN 1993al – supernowa odkryta 22 grudnia 1993 roku w galaktyce A122212-0108. W momencie odkrycia miała maksymalną jasność 22,60m.